# Derek Jarman
Derek Jarman (Northwood, 31 de janeiro de 1942 – Londres, 19 de fevereiro de 1994) foi um cineasta, figurinista, cenógrafo, jardineiro, ativista dos direitos LGBT, artista e roteirista britânico. Em sua filmografia, destacam-se filmes como Caravaggio, Edward II, The Last of England, The Tempest (baseado na peça de Shakespeare) e colaborações audiovisuais com os grupos Sex Pistols, The Smiths e Pet Shop Boys.

## Biografia
Derek Jarman nasceu em Northwood, Inglaterra, três anos antes do fim da Segunda Guerra Mundial, filho de Elizabeth Evelyn (Puttock) e Lancelot Elworthy Jarman. Seu pai era militar neozelandês e serviu na Força Aérea Real Britânica, uma ocupação que exigiu vários postos nacionais e internacionais. No último ano da guerra, o pai de Jarman ficou estagnado na Itália, onde o jovem artista e sua mãe se juntaram a ele em 1946. Na Itália, Jarman ficou fascinado pelos Jardins da Villa Borghese, pelas pinturas do refugiado iugoslavo que dividia residência com sua família e por sua primeira experiência em um cinema. Outro lugar de formação para o artita foi Somerset, Inglaterra, onde a Força Aérea Real tinha uma base. Ali, a bela mansão Curry Mallet viria a representar uma Inglaterra utópica para Jarman, que considerava o local como "imaculado". Grande parte de sua vida girou em torno dessas três atividades: cinema, pintura e jardinagem.  Jarman era aberto sobre sua homossexualidade, sua luta pública pelos direitos gays e sua luta pessoal contra a AIDS. 

## Carreira

### Pintura
Jarman começou a pintar enquanto frequentava um internato para garotos, Hordle House School, onde teve dificuldades acadêmicas e atléticas. Longe da família, Jarman recorreu à arte como uma fuga do ambiente, uma resposta à qual retornaria em momentos de dificuldade pelo resto da vida. Mais tarde, frequentou a Canford School, uma instituição rigorosa, hierárquica e do decoro comportamental. Embora traumáticos, seus anos de ensino médio desempenharam um papel importante na formação de sua futura carreira artística, ali encontrou amparo no excêntrico professor de arte da escola, que o instruiu sobre uma mistura eclética de técnicas e movimentos artísticos.
Após o ensino médio em Canford, Jarman frequentou a universidade King's College, em Londres, onde estudou história, porém continuou pintando e começou a expor seu trabalho em galerias. Após três anos na King's College, foi admitido na Slade School of Fine Art. Durante seus anos na escola de artes, os interesses artísticos e a produção de Jarman migraram gradualmente para os campos da performance, do teatro e do cinema. Nessa atmosfera, Jarman também se tornou cada vez mais aberto sobre sua homossexualidade, que antes mantinha em segredo por medo de consequências sociais e legais. 

Paralelamente às suas explorações artísticas e sexuais, Jarman desenvolveu diversas amizades no circulo social artístico da cidade, devido ao seu carisma e facilidade em socializar. Apesar de tantos envolvimentos com classe artística, Jarman entendia a produção artística como um ato solitário e introspectivo: 
"Você sabe que está sozinho quando pinta, sabe que é uma experiência solitária, sabe que depende apenas de você para seu fim, mas ainda tem medo de ser notado ou do julgamento de quem passa" recordou ele em seus anos de universidade.
Jarman tinha um estúdio em Butler's Wharf, em Londres, e fazia parte da cena social do escultor Andrew Logan na década de 70. Embora a homossexualidade só tenha sido descriminalizada no Reino Unido em 1967, fora o ambiente acadêmico, a cidade de Londres também proporcionou um ambiente libertador para o jovem Jarman.

### Cinema
No final dos anos 60, Jarman assumiu uma vasta e antiga fábrica de espartilhos em Bankside, perto de Blackfriars. Inspirado pelo espaço, ele começou a fazer filmes em Super-8 com seus amigos, incluindo os artistas Kevin Whitney, Duggie Fields e Andrew Logan. Refilmadas e sobrepostas, algumas dessas imagens formaram a base para seu curta In the Shadow of the Sun, de 1983, que, com sua trilha sonora de Throbbing Gristle, continua sendo uma obra-prima da cultura ambient.
Jarman foi atraído para a indústria cinematográfica por Ken Russell, que, um certo dia, o contratou para fazer a cenografia de seu filme The Devils (1971). Seu primeiro longa foi Sebastiane; lançado em 1976, ele proclamava a nova sensibilidade gay assumida. Em Derek, ele relembra como, embora o filme "tenha começado como uma piada", ele assumiu uma vida própria, lúdica e ensolarada: ele diz que era "homoerótico em sua própria estrutura". Filmes como Blow Up, de Michelangelo Antonioni, ambientado em Londres, também foram influentes, com suas "imagens brilhantes e composições de cores" que impressionaram Jarman com a possibilidade da estética visual do cinema. Seus longos trechos de planos panorâmicos forneceram um exemplo de ruptura com a convenção narrativa.

### Jardinagem
Jarman também é lembrado por seu famoso jardim de cascalho, criado nos últimos anos de sua vida em sua casa, Prospect Cottage, em Dungeness. O chalé foi construído em estilo vernacular, em madeira, com impermeabilização à base de alcatrão, como outros nas proximidades. O texto em madeira em relevo na lateral do chalé representa a primeira estrofe e os últimos cinco versos da última estrofe do poema de John Donne, "The Sun Rising". 
O jardim do chalé foi criado com destroços trazidos pelas ondas do mar, intercalados com plantas endêmicas da praia que adoram sal, ambos em contraste com o cascalho vibrante. O estilo do projeto do jardim é pós-moderno e altamente sensível ao contexto — uma rejeição completa da teoria do design modernista.

Na maré baixa, ele coletava algumas belas pedras arredondadas que foram trazidas pela maré após tempestades, fixava-as em pé no jardim "como dentes de dragão" e cercava cada uma com doze pedrinhas de praia. Esses relógios de sol rudimentares tornaram-se seus canteiros de flores, nos quais ele plantou uma maravilhosa miniatura de espécies das quais eu, um jardineiro em formação, não encontrei nem a metade — saxifrage, calêndula, arruda, camomila, papoula-de-shirley, santolina, capuchinha, cravo-da-índia, íris-roxa, campânula-de-lebre e sua favorita: couve-marinha. 
Uma planta linda, nova para mim, que imediatamente pesquisei, adquiri e plantei no meu jardim do Brooklyn.
À medida que as estações mudavam, suas flores floresciam e a peste da AIDS derrubava seus amigos um a um, Jarman lamentava perda após perda, e então se ancorava repetidamente na vida irreprimível do solo, dos brotos, dos brotos e das flores. O jardim, que seus ancestrais vitorianos viam como uma fonte de lições morais, tornou-se seu santuário de "paz extraordinária" em meio às mais profundas perturbações existenciais da morte, sua tela para a criação em meio a toda a destruição.

## Morte e legado

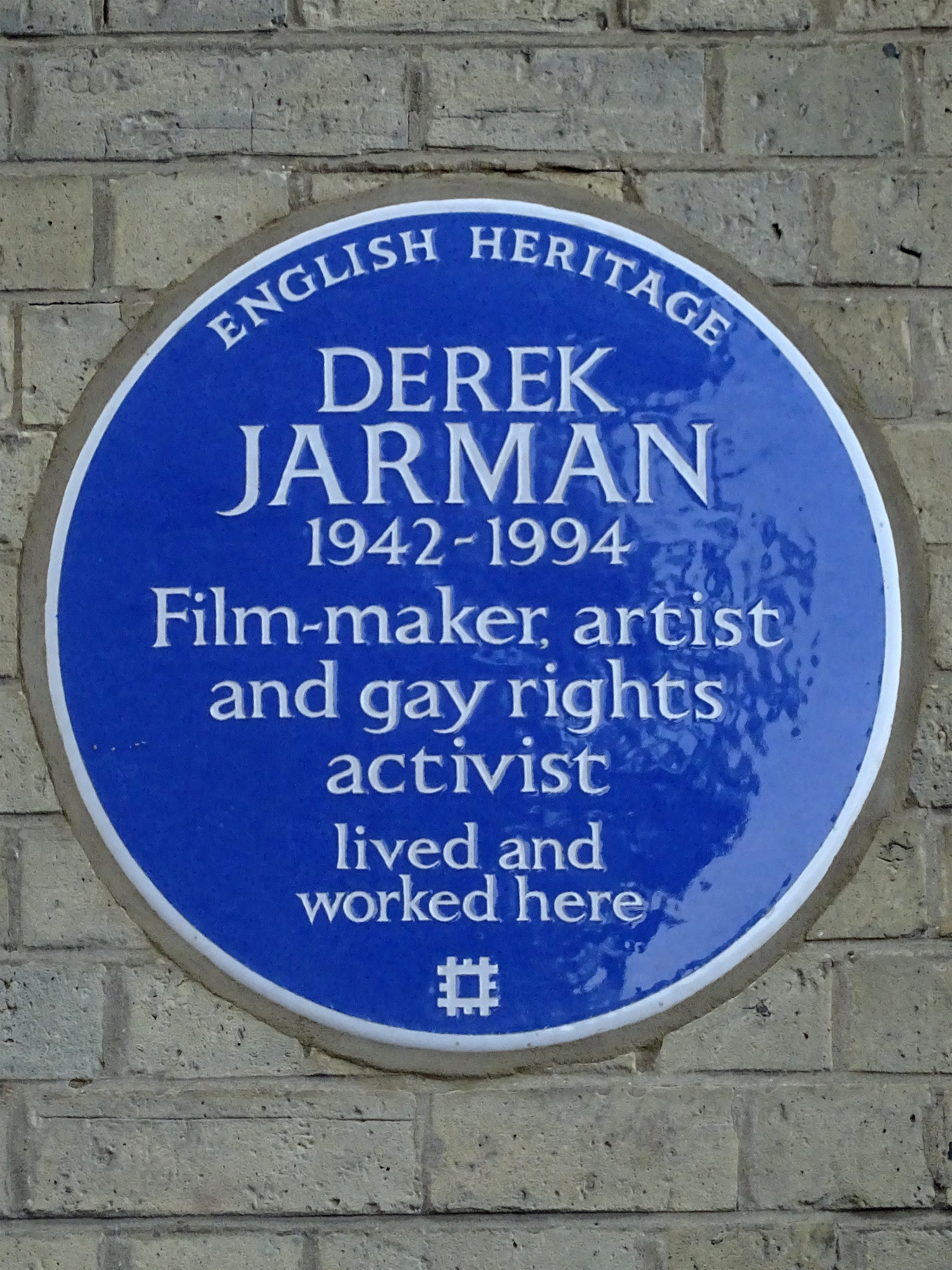
Placa de homenagem pública a Jarman no Edifício Butler's Wharf, 36 Shad Thames, Londres, SE1 2YE, bairro londrino de Southwark., em 2019.

Jarman foi diagnosticado com AIDS em dezembro de 1986. Diante de uma cegueira iminente e de sua própria morte inevitável, Jarman produziu talvez sua obra final e a mais marcante, Blue (1993), Eem uma tela azul simples e imutável, mais precisamente o azul Yves Klein, uma trilha sonora densamente entrelaçada de vozes, efeitos sonoros e música tenta transmitir um retrato das experiências de Derek Jarman com a doença, tanto literal quanto alegoricamente.
De 1986 até sua morte em 1994, Jarman morou nas praias de Dungeness, Kent. Sua icônica casa, Prospect Cottage, pode ser visitada hoje graças à campanha Save Prospect Cottage, que permitiu ao Art Fund e à Creative Folkestone resgatar a propriedade da venda privada em 2020.
O estilo cinematográfico seminarista e poético de Jarman inspirou gerações subsequentes de artistas e desafiou a expectativa sobre o que um filme pode ou deve realizar. Seu trabalho não apenas ajudou a inspirar o Novo Cinema Queer, mas também contribuiu para o discurso contemporâneo do filme-ensaio como gênero. "Derek abriu caminho para cineastas independentes, ponto final — não apenas para cineastas queer", afirmou o cineasta experimental britânico Isaac Julien.

## Filmografia

### Longas
- Sebastiane (1976)
- Jubilee (1977)
- The Tempest (1979)
- The Angelic Conversation (1985)
- Caravaggio (1986)
- The Last of England (1988)
- War Requiem (1989)
- The Garden (1990)
- Edward II (1991)
- Wittgenstein (1993)
- Blue (1993)

### Curtas
- A Journey to Avebury (1971)
- Studio Bankside (1971)
- Electric Fairy (1971)
- Tarot (1972)
- Miss Gaby (1972)
- Andrew Logan Kisses The Glitterati (1972)
- At Low Tide (1972)
- The Art of Mirrors (1973)
- Garden of Luxor (1973)
- Ashden’s Walk on Møn (1973)
- Stolen Apples for Karen Blixen (1973)
- Sulphur (1973)
- Miss World (1973)
- Death Dance (1973)
- My Very Beautiful Movie (1974)
- Duggie Fields (1974)
- Arabia (1974)
- The Devils at the Elgin (1974)
- Ulla’s Fete (1974)
- The Making of ‘Sebastiane’ (1975)
- Sebastian Wrap (1975)
- Gerald’s Film (1976)
- Sloane Square: A Room of One’s Own (1976)
- Jordan’s Dance (1977)
- It Happened By Chance Vol 6 (1977)
- Broken English: Three Songs by Marianne Faithfull (1979)
- In the Shadow of the Sun (1981)
- T.G.: Psychic Rally in Heaven (1981)
- Pontormo and Punks at Santa Croce (1982)
- Pirate Tape (1983)
- Catalan (1984)
- Orange Juice (1984)
- Imagining October (1984)
- The Dream Machine (1986)
- The Queen Is Dead (1986)
- Ask (1986)
- Depuis le Jour (1987)